# Нахлебник
«Нахле́бник» — комедия И. С. Тургенева 1848 года. Предназначалась для бенефиса актёра М. С. Щепкина. Первая редакция под названием «Нахлебник» была предназначена для третьего номера «Отечественных записок» 1849 года, но была запрещена цензурой 22 февраля 1849 года.
Впервые опубликована в журнале «Современник» (1857, № 3) под заглавием «Чужой хлеб. Комедия в двух действиях».
Третья редакция пьесы 1861 года была сделана для бенефиса М. Щепкина и впервые опубликована в 1869 году. В 1862 году этот не прошедший цензуру вариант с новыми правками И. Тургенева не игрался.
Итальянский композитор Чезаре Далл’Олио написал по пьесе Тургенева оперу, которая так и не была поставлена.

## Действующие лица
- Павел Николаевич Елецкий, коллежский советник, 32 года.
- Ольга Петровна Елецкая, урождённая Корина, его жена, 21 год.
- Василий Семеныч Кузовкин, дворянин, проживающий на хлебах у Елецких, 50 лет.
- Флегонт Александрыч Тропачёв, сосед Елецких, 36 лет.
- Иван Кузьмич Иванов, другой сосед, 45 лет.
- Карпачов, тоже сосед, 40 лет.
- Нарцыс Константиныч Трембинский, дворецкий и метрдотель Елецких. 40 лет.
- Егор Карташов, управитель. 60 лет.
- Прасковья Ивановна, кастелянша. 50 лет.
- Маша, горничная. 20 лет.
- Анпадист, портной, 70 лет.
- Пётр, лакей. 25 лет.
- Васька, казачок. 14 лет.

## Постановки
- Премьера «Нахлебника» состоялась 30 января 1862 года в Москве, в Большом театре, в бенефис уже престарелого М. С. Щепкина. Роли исполняли: Кузовкин — М. С. Щепкин, Ольга Петровна — Н. М. Медведева, Елецкий — И. В. Самарин, Тропачёв — С. В. Шуйский, Иванов — П. М. Садовский, Карпачов — Калинин.
- В Петербурге премьера «Нахлебника» состоялась 7 февраля 1862 года в бенефис Ф. А. Снетковой.
- 10 февраля 1889 года — первый акт. Петербург, Александрийский театр. Бенефис В. Н. Давыдова.
- 10 января 1890 года — «Театр либр» («Théâtre libre», Париж). Постановка А. Антуана.
- 3 марта 1912 года — Московский Художественный театр. Первый акт.
- 28 января 1913 года — Московский Художественный театр. Пьеса полностью.
- 1916 год — возобновление на сцене Александрийского театра в Петербурге.
- с 1924 года — Малый театр.
- 1959 год — Радиоспектакль Малого театра. В роли Кузовкина — А. Сашин-Никольский[2].
- 1968 год — Ленинградский театр драмы им. А. С. Пушкина. Режиссёр О. Соловьёв (руководитель постановкиВладимир Эренберг.). В роли Кузовкина — А. Ф. Борисов. Изменён финал: Кузовкин рвёт дарственную.
- 1969 год — МХАТ им. М. Горького. В роли Кузовкина — M. M. Яншин.
- 2000 год — Алматы, Русский театр драмы имени М. Ю. Лермонтова. В роли Кузовкина Юрий Померанцев.
- 2013 год — Киев, Театр русской драмы имени Леси Украинки. Постановка Михаила Резниковича, премьера[3].
- 2019 год — Пензенский драматический театр. Режиссёр-постановщик Валерий Маркин.
- 2021 год — Алматы, театр artishock.
- 2025 год — Минусинский драматический театр. Режиссёр - заслуженный деятель искусств РФ Алексей Песегов.

## Экранизации
- 1913 — «Нахлебник» / Il pane altrui (Италия). Реж. Убальдо Мария Дель Колле[итал.]
- 1924 — «Нахлебник» / Il pane altrui (Италия). Реж Телемако Руджери[итал.]
- 1953 — «Нахлебник», художественный фильм-спектакль («Мосфильм»). Режиссёры Владимир Басов, Мстислав Корчагин В роли Кузовкина — Борис Чирков.
- 1956 — «Нахлебник» / Pane Altrui ((ТВ) (Италия), режиссёр Татьяна Павлова
- 1965 — «Бедный джентльмен» / A Poor Gentleman (ТВ) (Великобритания). Реж. Майкл Симпсон
- 1967 — Нахлебник / Na tudjem hlebu (ТВ), (Югославия). Реж. Йован Коньович
- 1970 — «Нахлебник», телеспектакль Ленинградского Государственного Академического театра драмы им. А. С. Пушкина (Ленинградское телевидение).  Реж.  О. Соловьёв, Владимир Эренберг. В роли Кузовкина — Александр Борисов.
- 1972 — «Нахлебник», телефильм (Творческое объединение «Экран»). Реж. Инесса Селезнёва, Григорий Конский. В роли Кузовкина — Михаил Яншин. Телеспектакль МХАТа.
- 1974 — «Нахлебник» / Pane Altrui ((ТВ) (Италия), режиссёр Андреа Фрецца[итал.]
- 1983 — «Нахлебник» / Le Pique Assiette (ТВ) (Франция). Реж. Пьер Саббаг[фр.] (сериал Сегодня вечером в театре[фр.]